# Опште-земаљски законик пруских држава
Стандардна
Опште земаљски законик пруских држава представља веома обиман и специфичан законик, којим је кодификовано читаво материјално право. Законик је настао у апсолутној монархији и понео је печат природноправног учења. 

## Историја

### Развој и настанак
Пруска држава се распростирала у источним деловима Немачке, где је још од XV века владала немачка династија Хоенцолерна. Земља се укрупнила почетком XVII века, када су се спојиле Источна Пруска и Бранденбург. Један од проблема је била раздвојеност државе и неповезаност државне територије. То је довело до сталног ратовања Пруске, у настојањима да обједини своју територију. Војну моћ државе, а потом и апсолутизам, засновао је курфирст Фридрих Фихелм у другој половини  XVII века, ширећи Пруску на рачун других немачких државница. На самом почетку XVIII века Пруска постаје краљевина (1701), а краљ Фридрих Вилхелм I (1713-1740) је, жртвујући све остало, створио снажну војну машину, у којој је владало начело "Слушати, а не мислити".  Иако је у историји остао упамћен као творац пруског милитаризма, за њега се везује и почетак рада на кодификацији права. Његов основни циљ је био да поједностави и унифицира администрацију на територијама на којима је владао. Зато је још 1714. године наредио да се започне рад на рационализацији права. Пред крај своје владавине предузео је још радикалнију реформу: ради сузбијања правног партикуларизма, одлучио је да се објави опште право, засновано на пандектном usus modernus.
Целокупно дело и реформе Фридриха Вилхелма I је наставио његов син Фридрих II Велики (1740-1786). Ипак, за разлику од свог оца он је милитаризам и апсолитизам заогрнуо у просветитељску форму, дружећи се са највећим напредним интелектуалцима свог доба, укључујући и Волтера. Извршио је реформе у судству, прогласио верску толеранцију, ширио је школство, али је притом и водио снажну освајачку политику.  У његово време Пруска је скоро удвостручила своју територију (преотевши Шлезију од Аустрије, освојивши делове пољских балтичких територија, итд.).  
Фридрих Велики је 1746. године дао задатак своме канцелару да обезбеди унификацију и ставрање права " заснованог на разуму", чија би примена била општеважећа у целој држави, додуше још увек као супсидијерни извор права уз права појединих провинција. Задатак је подразумевао да одредбе буду максимално прецизне. Канцелар је завршио велики део посла - саставио је део о лицима, део о стварима, па и део о облигацијама. Све то је требало да буде саставни део једног будућег законика - Corpus iuris Fridericiani. Међутим, смрт канцелара је спречила да се посао доведе до краја.  
Посао је 1780. преузео следећи канцелар, али га је поверио правнику Карлу Готлибу Шварцу (Carl Gottlieb Schwarz). Смернице су остале исте: законик треба да буде јасан свима и што детаљнији, тако да је сваки грађанин у њему могао наћи решење за свој проблем, без великог учешћа адвоката.
Основни извори кодификације су били usus modernus Pandectarum (опште немачко приватно право, које је настало под утицајем домаћег партикуларног права на реципирано римско право), обичајно право и судска пракса пруских судова. Убрзо након тога је краљ умро, а слава да се законик везује за његово име је припала његовом наследнику, Фридриху Вилхему II. По његовом наређењу посао на кодификацији је коначно завршен. Тако је 1794. године објављен Пруски опште земаљски законик (Allgemeines Landrecht fur die Preussischen Staaten, скраћено: ALR).

## Садржина законика
Пруски Ландрехт, како се често скраћено назива, имао је преко 17000 параграфа и обухватио је не само приватно , већ и јавно право, које је укључивало кривично право, уставно право, па чак и односе према цркви и феудалним привилегијама. Састављачи законика су тежили да материју изложе природним редом, који је људском разуму лако схватљив. Поделили су је по сродности на делове и наслове и то тако да се од општег иде ка посебном и да се најпре изложи правило, па тек потом изузеци од правила. Опште земаљско право има два дела, од којих први део обухвата двадесет и два, а други двадесет наслова. У првом делу обрађено је приватно право, али не цело, док други део обухвата јавно право, али истовремено и неке делове материје приватног права. Прва три наслова првог дела законика гласе: 1. О лицима и њиховим правима уопште; 2. О стварима и њиховим правима уопште; 3. О чињењима и правима која из њих проистичу. Четврти, пети и шести наслов су посвећени изјавама воље, уговорима и недопуштеним чињењима. Седми наслов посвећен је државини, осми својини уопште узев, а потом су сви наслови од деветог, па закључно са осамнаестим, посвећени својини, а посебно њеном стицању. У том оквиру је под дванаестим насловом обрађено наследно право. Читава та грана схваћена је као стицање својине услед чињенице смрти. Сви наслови до краја првог дела законика посвећени су такође установама стварног права. 
На почетку другог дела законика налази се породично право које је обрађено у четири наслова. За овим долазе наслови у којима је уређено право које се тиче односа између господара и слугу, као и оно о разним удружењима уопште. Од седмог до десетог наслова обрађено је право различитих сталежа: сељака, грађана, племића и чиновника. Једанаести наслов посвећен је цркви, а дванаести школству. Потом долази неколико наслова посвећених државном праву, финансијама и државним добрима. За овим је у три наслова уређено државно старање о поданицима, старатељство и туторство, као и заводи за сиромашне и задужбинско право. Последњи двадесети наслов другог дела носи наслов "О злочинама и казнама" и представља потпун кривични законик. 
Велики обим законика је директна последица захтева да буде веома детаљан и да недвосмислено регулише најчешће животне правне ситуације, па залази и у такве детаље да одређује колико пута дневно мајка треба да доји дете (а да отац одлучује када ће престати дојење), када брачни друг има право да одбије вршење брачних дужности, итд. Веома изражена казуистичност је добрим делом одговарала и некадашњем средњовековном начину нормирања.За разлику од дотадашњих немачких законских текстова, његов стил је лако разумљив. Тиме је дао пример будућим законицима, нарочито аустријском. Међутим, садржински, његов утицај на касније модерне кодификације није могао бити велик, јер је он ипак рефлектовао једно друго време и другачије односе. Ипак, у њему је први пут великим делом дошао до изражаја концепт природног права, што је био увод у ново поглавље европске правне историје.
Поред обима и садржине, трећи крупан разлог због ког се овај Законик не може сматрати првом модерном кодификацијом грађанског права је непостојање правне једнакости: правни положај је често зависио од сталешке припадности, па тако нпр. право на развод брака због увреде од стране мужа, жена има само уколико је племкиња или богата грађанка. 

## Употреба
Тумачење употребе Законика су контрадикторна. Неки тумаче законе познате по томе што су једноставни за читање и тумачење, без много апстрактности, који су радије свакодневно регулисање закона, а други напомињу да иако је Законик био написан на немачком, користио невероватно казуистички и непрецизан језик, што отежава правилно разумевање и употребу у пракси. 
Након друге поделе Пољске, проглашен је на придруженим територијама као супсидијарни закон који је имао за циљ да убрза процес њихове интеграције са Пруском. 
Landrecht је био типичан пример закона прелазног периода између феудализма и капитализма, где су старе модерне институције феудалног права (уређења, одвојена имовина, класне поделе, племићке привилегије, подређеност сељака) поред модерних (дефиниција власништва). Престао је да функционише након што је систем реформисан ( Штаин-Харденбергове реформе) и уклоњени су феудални остаци.  